# Rotimi Fani-Kayode
Oluwarotimi Adebiyi Wahab Fani-Kayode (20. dubna 1955 – 21. prosince 1989) byl fotograf narozený v Nigérii, který se ve věku 12 let přestěhoval do Anglie, aby unikl nigerijské občanské válce. Hlavní část jeho díla vznikla v letech 1982 až 1989. Prostřednictvím stylizovaných portrétů a kompozic zkoumal napětí vytvářené sexualitou, rasou a kulturou.

## Životopis
Rotimi Fani-Kayode se narodil v Lagosu v Nigérii v dubnu 1955 jako druhé dítě prominentní jorubské rodiny (náčelník Babaremilekun Adetokunboh Fani-Kayode a matka Adia Adunni Fani-Kayode), která se v roce 1966 přestěhovala do Brightonu v Anglii po vojenském převratu a následné občanské válce. Rotimi své střední vzdělání absolvoval v několika britských soukromých školách, včetně Brighton College, Seabright College a Millfield, poté se přestěhoval do USA v roce 1976. Vystudoval obor výtvarná umění a ekonomie na Georgetownské univerzitě ve Washingtonu, kde získal bakalářský titul, pokračoval na MFA v oboru výtvarná umění a fotografie na Pratt Institute, New York City. Během pobytu v New Yorku se spřátelil s Robertem Mapplethorpem, o kterém tvrdil, že měl vliv na jeho práci.
Fani-Kayode se vrátil do Spojeného království v roce 1983, kde se stal členem Brixton Artists Collective, nejprve vystavoval na některých skupinových výstavách pořádaných v Brixton Art Gallery a poté vystavoval na různých dalších výstavách v Londýně. Zemřel v nemocnici na infarkt, když se zotavoval z nemoci související s AIDS 21. prosince 1989. V době své smrti žil v Brixtonu v Londýně se svým životním partnerem a spolupracovníkem Alexem Hirstem.

## Dílo
Fani-Kayode přiznal, že byl ovlivněn dřívějším dílem Mapplethorpa, ale také posunul hranice svého vlastního umění, zkoumal sexualitu, rasismus, kolonialismus a napětí a konflikty mezi jeho homosexualitou a jeho výchovou v jorubštině prostřednictvím řady barevných i černobílých snímků. Zatímco Rotimi Fani-Kayode tvrdil, že Robert Mapplethorpe měl vliv na jeho dílo, Fani-Kayode pracoval s barokními tématy, zatímco Mapplethorpe pracoval s klasickými.
Jeho vztah k náboženství kmene Jorubů začal u rodičů. Fani-Kayode uvedl, že jeho rodiče byli oddaní vyznavači Ifa, božstva oriša a strážci jorubských svatyní, což byla první zkušenost, která definitivně ovlivnila jeho práci. S tímto dědictvím se vydal na hledání spojení touhy, rituálu a černošského mužského těla. Jeho náboženské zkušenosti ho povzbudily, aby napodobil jorubskou techniku posednutí, pomocí které jorubští kněží komunikují s bohy a zažívají extázi. Příklad takových vztahů mezi Fani-Kayodeovými fotografiemi a jorubskou „technikou extáze“ je zobrazen v jeho díle Bronze Head (Bronzová hlava, 1987). Jeho cílem bylo komunikovat s nevědomou myslí publika a spojit jorubské a západní ideály (konkrétně křesťanství). Tato praxe prolínání estetické a náboženské erotiky působí na diváka vizuálně a provokativně.
To lze vidět v jeho rané tvorbě, konkrétně v cyklu Sonponnoi (1987). Sonponnoi je jedním z nejmocnějších orišů v jorubském panteonu; je to bůh neštovic. V důsledku své velké síly vyvolává strach do té míry, že se lidé bojí vyslovit jeho jméno, a stává se outsiderem, který přebývá na venkově místo na pevnině. Na obrázku je bezhlavá černá postava, zdobená bílými a černými skvrnami, držící na slabinách tři hořící svíčky. Fani-Kayode ozdobil postavu skvrnami, které znázorňovaly neštovice Sonponnoi a kmenové značky Joruba. Trojnásobně hořící svíčka na jeho slabinách vyvolává pocit, že sexualita pokračuje i v nemoci/jinakosti. Představuje také to, jak křesťanská víra nahradila jorubskou tradici a zároveň s sebou přinesla nemoci během kolonialismu. Fani-Kayode se svým způsobem ztotožňoval s tím, že oriša je outsider, ale rozšířil symbolické poselství obrazu a promluvil k němu, když odsoudil sexualitu, zatímco žil v západním světě, který se střetává s náboženstvím jeho předků.
Ve svých obrazech se zvláště zmiňoval o Esu, božstvu posla a křižovatek, které se často vyznačuje vztyčeným penisem. Do mnoha svých snímků by vyryl vztyčený penis, aby popsal svou vlastní zkušenost se sexualitou. Portfolio Fani-Kayodeho z poloviny 80. let „ Černý muž, bílý muž “ protíná rasová a sexuální témata s jemnými ukázkami vztahu oddaného a božstva. Velká část tohoto díla vyjadřuje dvojznačnost, která může být spojena s Esu, který ztělesňuje protichůdné síly. Když mluví o Esuovi, trvá na tom: „Esu zde panuje [...] Je to podvodník, Pán křižovatky (prostředník mezi pohlavími), který někdy mění směrovky, aby nás svedl z cesty [...] Je to možná znamení, že dojde ke znovuzrození." Esu se také objevuje na fotografii Fani-Kayodeho Nothing to Lose IX (Nic neztratit IX). Přítomnost Esu je chápána ve zbarvení masky; pomocí bílých, červených a černých pruhů maska představuje božstvo Esu. Ačkoli tyto barvy symbolizují Esu, samotná maska nemá v tradiční africké výrobě masek přednost; toto subtilní téma téměř zplošťuje masku, aby reprezentovalo zastřešující „afrikánost“ (kritika pojmu „primitivnost“, která byla široce přijímána evropským publikem).
Fani-Kayodeův roztříštěný smysl bytí může být zkoumán v jeho sérii Bronze Head (Bronzová hlava) z roku 1987. Na fotografii ořezává černé tělo postavy, aby odhalil své nohy a zadek, když se chystá usednout na vrchol bronzové sochy Ife. Socha Ife je umístěna na kulatém talíři, stoličce nebo podstavci a je umístěna strategicky ve středu rámu obrazu. Bronzová hlava na fotografii je obvykle určena k poctě krále Ife. V kontextu Fani-Kayodeovy fotografie však satirizuje instituci jorubského krále. Fotografie představuje jak jeho exil, tak homosexualitu, dvě základní části jeho světa. Oříznuté tělo symbolizuje jeho roztříštěnou identitu, poloha odkazuje na jeho sexualitu a socha symbolizuje prastaré a celoživotní společenské normy, které se snaží dekonstruovat.
Jeho poslední projekt, posmrtně nazvaný Communion (1995), odráží jeho složitý vztah k náboženství Jorubů. Zdá se, že vyzařuje jorubské koncepty chladu a síly. Uvažuje o tom, že jde o „klid společenství s duchovním světem“. Jeden z obrázků v seriálu, „Zlatý falus“, zachycuje muže s maskou podobnou ptákovi, jak se dívá na diváka a má penis zavěšený na kousku provázku. Snímek byl popsán jako ironické znázornění toho, jak byla černošská maskulinita zatížena západním světem. Na tomto snímku (Zlatý falus), stejně jako v Bronzové hlavě, je zaměření na liminalitu, spiritualitu, politickou moc a kulturní historii – přebírá ideály považované za „starověké“ (v zobrazení „klasického“ afrického umění) a znovu je představit jako současný archetyp.

## Dědictví
Fani-Kayode a mnoho dalších zobrazovali život diaspory. Fani-Kayode věřil, že díky tomuto vyobrazení sebe sama to pomohlo utvářet jeho práci fotografa. V rozhovorech hovořil o své zkušenosti s tím, že byl outsiderem z hlediska africké diaspory, ale je také důležité poznamenat, že šlo o nucenou migraci. Jeho exil z Nigérie v raném věku ovlivnil jeho smysl pro celistvost. Zažil pocit, jako by měl „velmi málo co ztratit“. Ale jeho identita se pak formovala z jeho smyslu pro jinakost a byla oslavována. Fani-Kayodeovými náměty jsou ve své práci specificky černoši, ale téměř vždy se ve většině svých prací prosazuje jako černoch, což lze interpretovat jako performativní a vizuální reprezentaci jeho osobní historie. Své umění popsal jako „černou, africkou, homosexuální fotografii“. Pomocí těla jako ústředního bodu ve své fotografii byl schopen zkoumat vztah mezi erotickou fantazií a duchovními hodnotami svých předků. Jeho komplexní zkušenost s dislokací, fragmentací, odmítnutím a separací formovala jeho dílo. Fani-Kayode zpochybnil neviditelnost „afrického podivínství“ nebo popření alternativní africké sexuality.
Západu a Afrického světa. Obecně se snažil ve svých fotografiích přetvořit myšlenky sexuality a genderu a ukázal, že sexualita a gender se zdají být rigidní a „fixní“ kvůli kulturním a společenským normám, ale ve skutečnosti jsou proměnlivé a subjektivní. Konkrétně se však snažil rozvíjet queerness v současném africkém umění, což od něj vyžadovalo, aby se zabýval koloniálním a křesťanským dědictvím, které potlačovalo queerness a konstruovalo škodlivé představy o černošské maskulinitě. V době, kdy afričtí umělci nebyli zastoupeni, se k problému postavil provokativně tím, že se zabýval a zpochybňoval objektivizaci černých těl. (Charlotte) Jeho homoerotické vlivy v používání černého mužského těla lze interpretovat jako výraz idealizace, touhy a sebeuvědomění v reakci na to, že černé tělo je redukováno na podívanou. Dokázal ukázat světu a lidem v uměleckém světě, jak moc na divných černých hlasech záleží. Vyprávět své stránky příběhu a nebýt jen předmětem zobrazení někoho jiného.
Fani-Kayode je pozitivně komentován kritiky nejen za svou koncepční představivost afrikanismu, ale také za svou schopnost propojit rasovou a sexuální politiku s náboženskou erotikou a krásou. Jeden kritik také popsal jeho dílo jako „neoromantické“, s myšlenkou, že jeho obrazy evokují pocit pomíjivé krásy.
Jeho dílo je prodchnuto jemností, ironií a politickým a společenským komentářem. Přispěl také k umělecké debatě kolem HIV/AIDS.

## Výstavy
Vystavovat začal v roce 1984 a do své smrti v roce 1989 se zúčastnil mnoha výstav. Jeho práce byly vystavovány ve Velké Británii, Francii, Rakousku, Itálii, Nigérii, Švédsku, Německu, Jižní Africe a USA.
Fani-Kayode poprvé vystavoval ve velké galerii, kterou provozuje Brixton Artists Collective. Vystavoval na třech skupinových výstavách v Galerii: No Comment, prosinec 1984; Seeing Diversity, únor 1985 a Výroční výstavě členů v listopadu 1985.
- Same Difference, skupinová výstava na Camerawork, červenec 1986[20]
- The Invisible Man, skupinová výstava v Goldsmith's Gallery, 1988[21]
- ÁBÍKU - Born to Die, výstava pro jednu osobu v galerii Center 181 (Hammersmith), září/říjen 1988[22]
- US/UK Photography Exchange, zájezdová skupinová výstava v Camerawork & Jamaica Arts Centre, New York, 1989[23]
- Ecstatic Antibodies: Resisting the AIDS Mythology, Touring group výstava, Kurátoři Sunil Gupta a Tessa Boffin, 1990, Impressions Gallery, York; Galerie ikon, Birmingham; Battersea Arts Center, Londýn.

V roce 1988 Fani-Kayode s řadou dalších fotografů (z nichž většina se sešla pro Reflections of the Black Experience, Brixton Artists Collective) — včetně Sunila Gupty, Moniky Baker, Merle Van den Bosch, Pratibha Parmar, Ingrid Pollard, Roshini Kempadoo a Armet Francis — spoluzaložili Asociaci černých fotografů (nyní známou jako Autograph ABP) a stali se jejich prvním předsedou. Byl také aktivním členem Black Audio Film Collective. Měl velký vliv na mladé černošské fotografy na konci 80. a 90. let. Po smrti Alexe Hirsta v roce 1992, se objevily diskuse o pracích přisuzovaných Fani-Kayode.

## Publikace
- Communion. Londýn: Autografie, 1986.
- Black Male/White Male. Londýn: Gay Men's Press, 1988. Photographs by Fani-Kayode, text: Alex Hirst.
- Bodies of Experience: Stories about Living with HIV. - skupinová výstava Camerawork 1989
- Autoportraits. Camerawork RF-K, březen 1990 (He was included in the publicity for the exhibition but work was not shown due to his sudden death in December 1989).
- Memorial Retrospective Exhibition. 198 Gallery, prosinec 1990 (Brian Kennedy, City Limits magazine, makes a request for donations to fund the exhibition.) Poster-catalogue essays. Alex Hirst a Stuart Hall.
- Photographs. Autograph ABP, London, 1996. Fani-Kayode a Alex Hirst.
- Decolonising the Camera by Mark Sealy, s. 226-232.
- And Bloodflowers: Rotimi Fani-Kayode, Photography and the 1980s. W. Ian Bourland.

## Citáty
"Moje identita byla zkonstruována na základě mého vlastního pocitu jinakosti, ať už kulturní, rasové nebo sexuální. Tyto tři aspekty ve mně nejsou oddělené. Fotografie je nástroj, s jehož pomocí se cítím nejjistější při vyjadřování. Je to tedy fotografie – černošská, africká, homosexuální fotografie – kterou musím použít nejen jako nástroj, ale i jako zbraň, mám-li odolat útokům na svou integritu a vlastně i svou existenci za svých vlastních podmínek.“
"Ve třech ohledech jsem outsider: ve věcech sexuality; pokud jde o geografické a kulturní dislokace; a ve smyslu, že jsem se nestal takovým slušně ženatým profesionálem, v jaký moji rodiče doufali."
"Své fotky dělám homosexuálně záměrně. Černoši ze třetího světa dosud neprozradili ani svým vlastním národům, ani Západu jistou šokující skutečnost: mohou po sobě toužit."
"Snažím se ve svých obrazech vyzdvihnout duchovní rozměr, aby se koncepty reality staly nejednoznačnými a byly otevřené reinterpretaci. To vyžaduje to, co jorubští kněží nazývají technikou extáze."